# Сингатока (Фиджи)

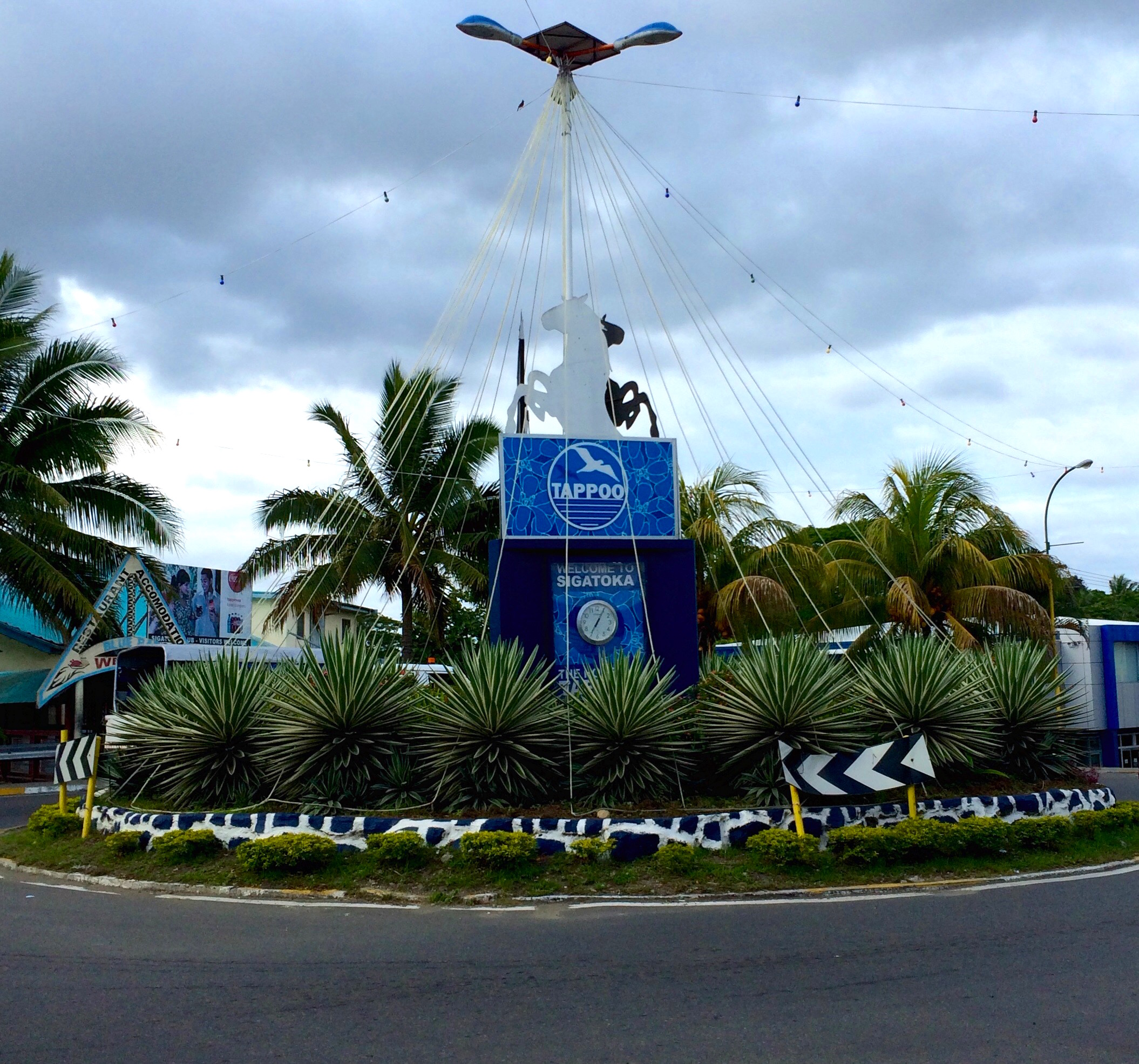
Въезд в город.

Сингатока (англ. Sigatoka) — город на Фиджи, расположенный на острове Вити-Леву в устье реки Сингатока, примерно в 61 км от Нанди. При последней переписи населения на Фиджи (2007) население Сингатока составляло 9622 человека. Сингатока является городским центром провинции Нандронга-Навоса.
Богато украшенный храм, открытый для публики и построенный последователями Кришны, является высочайшим зданием Сингатока. Основными туристическими достопримечательностями являются песчаные дюны вблизи деревни Кулукулу в двух километрах к северо-западу от Сингатоки и эко-парк Кула, в котором обитает около 500 птиц из многих тропических стран. Город также является главным центром прибрежного туристического пояса Фиджи — кораллового побережья, где расположены многие из ведущих отелей и курортов страны.
Сингатока был зарегистрирован как город в 1959 году и управляется городским советом Сингатока, состоящим из 10 членов, избираемых на трехлетний срок.

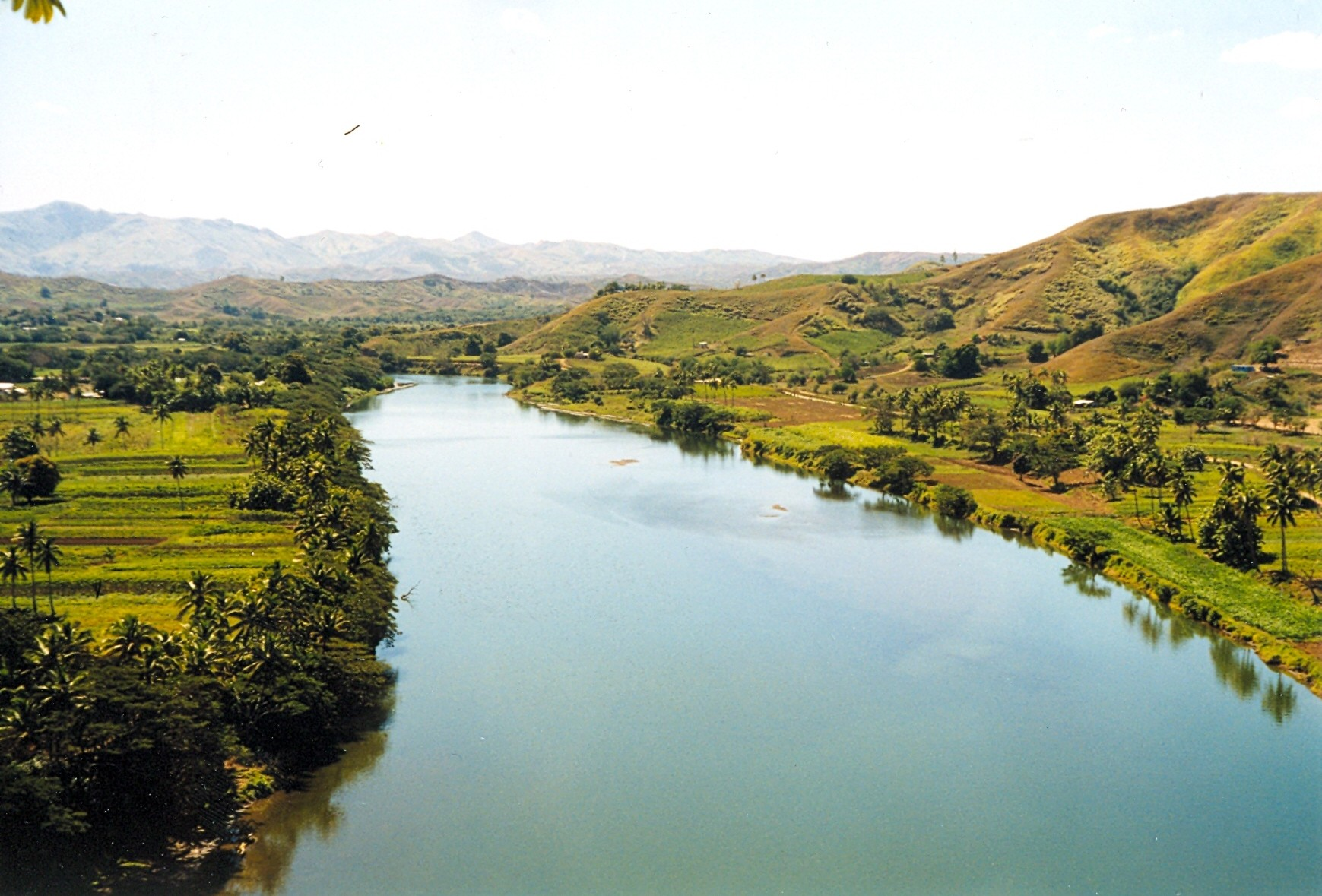
Сингатока

## Сельское хозяйство
С 1912 по 1923 год банановые плантации в долине Сингатоки страдали от грибковой инфекции, известной как болезнь жёлтой Сингатоки, родственной чёрной Сингатоке, ещё более разрушительной.
Долина Сингатоки известна своей высокой производительностью овощей, и поэтому упоминается как «салатная чаша» Фиджи.

## Образование

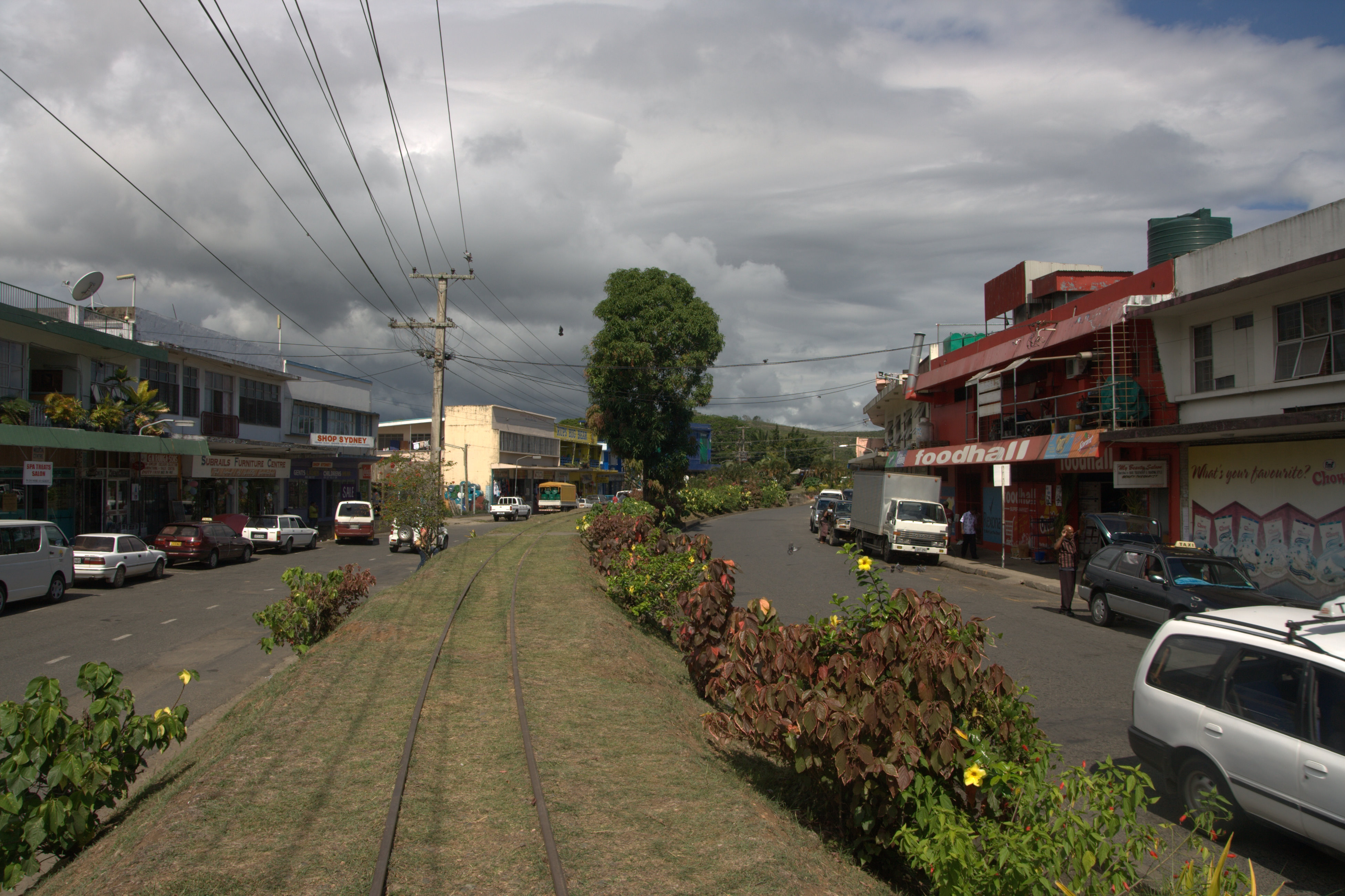
Центр Сингатоки.

Сингатока также известен многими учебными заведениями. В нём имеется ряд начальных и средних школ. Высшая школа Сингатоки в настоящее время занимает второе место по проходному баллу после Nadroga Arya College.
Методистская начальная школа является одной из крупнейших начальных школ в городе Сингатока. В ней обучается более тысячи учеников, на одного преподавателя приходится шестьдесят два ученика. Ученики посещают начальную школу с шести лет.

## Спорт

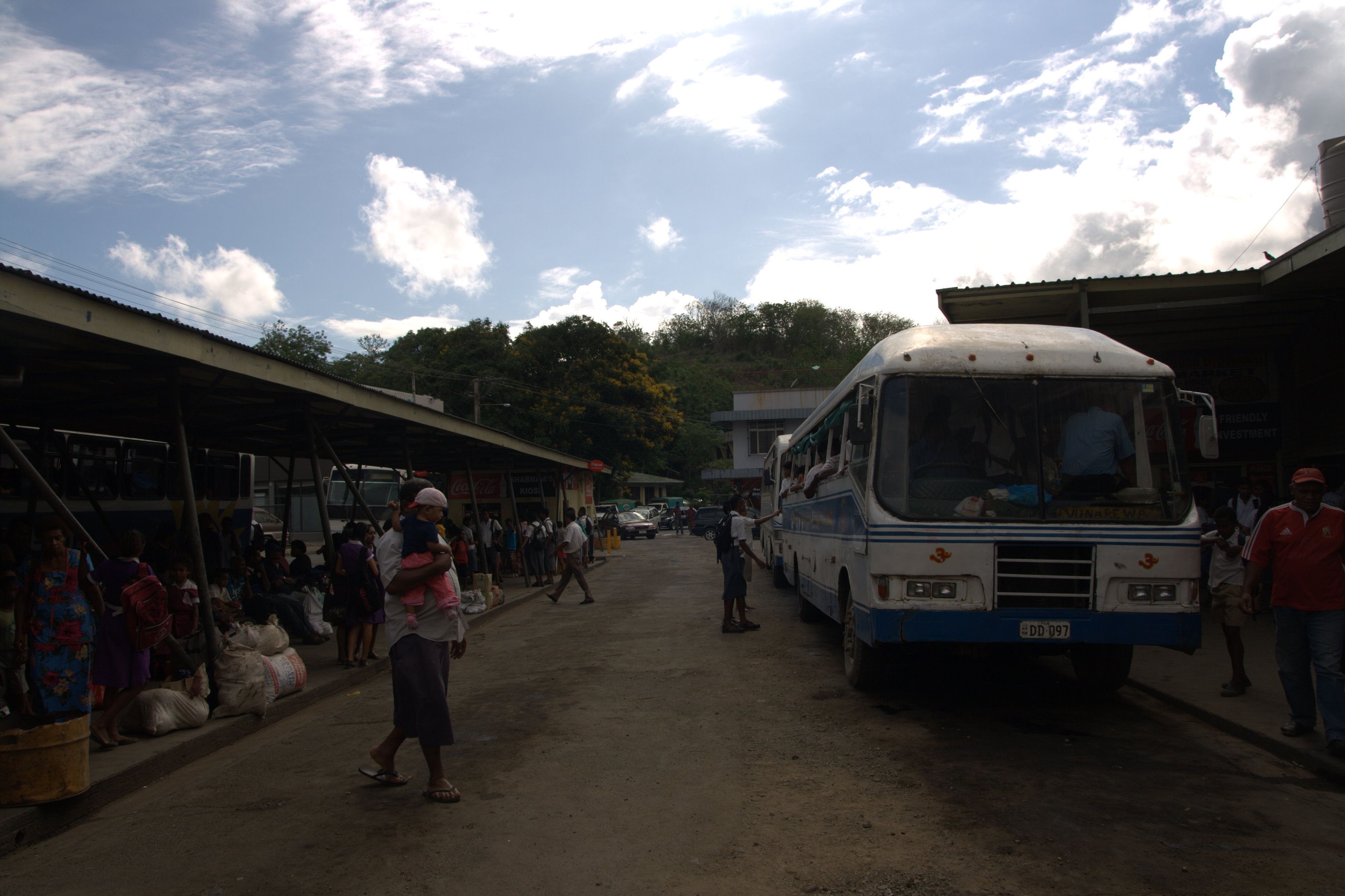
Автобусная станция.

Сингатока является домом для команды Nadroga Rugby Union, которая выиграла ряд местных соревнований Союза регби и трофей Ллойда-Фарбротера восемьдесят один раз. Сингатоку теперь обычно называют «городом регби» из-за расположенной в нём провинциальной команды регби. Город также является базой для футбольной Ассоциации Нандронга (Nadroga Soccer Association). Несмотря на прошлую славу, ассоциация в настоящее время пытается удержаться на вершине рейтинга по ряду причин. NSA удалось занять шестую позицию в последней футбольной Лиге Фиджи. Сингатока также является родным городом для Илиесы Деланы, первого золотого призёра Фиджи и южной части Тихого океана на Паралимпийских играх.

## Здравоохранение
Здравоохранение в основном финансируется государством и большинство людей в Сингатоке и провинции Нандронга имеют доступ к медицинским услугам, которые оказываются бесплатно или с минимальными затратами. Город имеет одну участковую больницу и центры здоровья, расположенные в различных районах. В центре города работает ограниченное число частных врачей и стоматологов.

## Экономика
Экономика города во многом зависит от экономики провинции. В Нандронге содержится высокая большое число гостиниц и загородных санаториев. Также существует несколько курортов в Сингатоке, например, Межконтинентальный Гольф-курорт и спа (Intercontinental Fiji Golf Resort and Spa), курорт Шангри-Ла-Фиджи (Shangri-La’s Fijian Resort), Outrigger on the Lagoon Fiji, Warwick Fiji Resort & Spa, Hideaway Hotel. В последнее время наблюдается значительный рост международного жилищного строительства.
На туризм приходится наибольшее число работников. Дало (или таро), выращивающийся в основном в восточной части Фиджи, не так широко производится в Нандронге, однако маниок (тапиока) производится как для местного потребления, так и для экспорта. Провинция является одним из районов производства сахара на Фиджи, однако за последние 10 лет количество ферм сократилось, поскольку фермеры стремятся диверсифицировать свои посевы и перейти к более прибыльным вариантам выращивания.
Скотоводство ранее было основным видом экономической деятельности, однако в последние годы оно также сократилось.